# Хањиска (Кошице-околина)
Хањиска (слч. Haniska) насељено је мјесто са административним статусом сеоске општине (слч. obec) у округу Кошице-околина, у Кошичком крају, Словачка Република.

## Становништво
| Година:    | 1994. | 2004.   | 2014.   | 2024.   |
| ---------- | ----- | ------- | ------- | ------- |
| Број људи: | 1323  | 1365    | 1474    | 1572    |
| Разлика:   |       | +3,17 % | +7,98 % | +6,64 % |

| Година:    | 2023. | 2024.   |
| ---------- | ----- | ------- |
| Број људи: | 1557  | 1572    |
| Разлика:   |       | +0,96 % |

Према подацима о броју становника из 2011. године насеље је имало 1.443 становника.